# Меридиан (Техас)
Мери́диан (англ. Meridian) — город в США, расположенный в центральной части штата Техас, административный центр округа Боске. По данным переписи 2010 года число жителей составляло 1493 человека, по оценке Бюро переписи США в 2015 году в городе проживало 1427 человек.

## История
Поселение на месте нынешнего города образовалось в 1854 году, после того как легислатура Техаса создала округ Боске и отправила 6 комиссионеров, чтобы выбрать место для административного центра округа. В результате было принято решение построить город на 100 акрах земли, пожертвованной Джозефумсом Стайнером и 20 акрах от Эндрю Монтгомери. В 1866 году в городе начали выпускать первую газету, «Bosque Beacon». В 1881 году в округ была проведена железная дорога, однако она прошла в нескольких километрах восточнее Меридиана. Несмотря на то, что некоторые предприниматели разметили землю под город рядом с новым депо, в целом жители города не поддержали начинание и город продолжал расти на том месте, где был первоначально заложен. В 1874 году город получил органы местного самоуправления.
Основными источниками доходов Меридиана остаются скотоводство и фермерство, с 1954-х годов основным производством считалась переработка мяса птицы. В середине 1970-х одну из фабрик по переработке мяса купила компания Ralston Purina, позже ставшая подразделением Nestlé. К 1978 году в городе был один из самых малых уровней безработицы, 1,9 %. Стоит отметить, что большая часть горожан при этом трудилась в соседних городах.

## География
Меридиан находится в центральной части округа, его координаты: 31°55′36″ с. ш. 97°38′57″ з. д.. Город располагается на берегу реки Боске.
Согласно данным бюро переписи США, площадь города составляет около 5,1 квадратного километра, практически полностью занятых сушей.

### Климат
Согласно классификации климатов Кёппена, в Меридиане преобладает влажный субтропический климат.
| Показатель                    | Янв.  | Фев.  | Март | Апр. | Май   | Июнь  | Июль | Авг. | Сен. | Окт.  | Нояб. | Дек.  |
| ----------------------------- | ----- | ----- | ---- | ---- | ----- | ----- | ---- | ---- | ---- | ----- | ----- | ----- |
| Абсолютный максимум, °C       | 32,2  | 36,1  | 36,1 | 39,4 | 38,3  | 43,3  | 43,9 | 43,9 | 45   | 38,3  | 33,9  | 32,8  |
| Средний суточный максимум, °C | 13    | 17    | 21   | 25   | 29    | 33    | 36   | 36   | 32   | 27    | 19    | 15    |
| Средний суточный минимум, °C  | 1     | 3     | 7    | 12   | 17    | 21    | 22   | 22   | 18   | 12    | 7     | 2     |
| Абсолютный минимум, °C        | −15,6 | −19,4 | −9,4 | −2,2 | 5,6   | 10,6  | 13,9 | 13,3 | 3,3  | −3,3  | −8,9  | −19,4 |
| Норма осадков, мм             | 54,9  | 64,3  | 88,9 | 71,4 | 105,7 | 116,3 | 51,8 | 80,3 | 83,3 | 101,1 | 69,9  | 69,9  |
| Источник: intellicast.com     |       |       |      |      |       |       |      |      |      |       |       |       |

## Население
Согласно переписи населения 2010 года в городе проживало 1493 человека, было 524 домохозяйства и 353 семьи. Расовый состав города: 82,5 % — белые, 4,6 % — афроамериканцы, 0,5 % — коренные жители США, 0,3 % — азиаты, 0,0 % (0 человек) — жители Гавайев или Океании, 10,4 % — другие расы, 1,7 % — две и более расы. Число испаноязычных жителей любых рас составило 31,1 %.
Из 524 домохозяйств, в 38,5 % живут дети младше 18 лет. 45,4 % домохозяйств представляли собой совместно проживающие супружеские пары (19,1 % с детьми младше 18 лет), в 16,4 % домохозяйств женщины проживали без мужей, в 5,5 % домохозяйств мужчины проживали без жён, 32,6 % домохозяйств не являлись семьями. В 28,6 % домохозяйств проживал только один человек, 15,4 % составляли одинокие пожилые люди (старше 65 лет). Средний размер домохозяйства составлял 2,72 человека. Средний размер семьи — 3,36 человека.
Население города по возрастному диапазону распределилось следующим образом: 32,6% — жители младше 20 лет, 22,2 % находятся в возрасте от 20 до 39, 29 % — от 40 до 64, 16,5 % — 65 лет и старше. Средний возраст составляет 36,1 года.
Согласно данным опросов пяти лет с 2011 по 2015 годы, средний доход домохозяйства в Меридиане составляет 35 188 долларов США в год, средний доход семьи — 38 229 долларов. Доход на душу населения в городе составляет 16 838 долларов. Около 26,4 % семей и 25,9 % населения находятся за чертой бедности. В том числе 37,8 % в возрасте до 18 лет и 7 % в возрасте 65 и старше.

## Местное управление
Управление городом осуществляется избираемыми мэром и городским советом, состоящим из пяти человек.

## Инфраструктура и транспорт
Через Меридиан проходят автомагистрали штата 6, 22, 144 и 174.
Ближайшим аэропортом, выполняющим коммерческие пассажирские рейсы, является региональный аэропорт Уэйко примерно в 65 километрах на юго-восток от Меридиана.

## Образование
Город обслуживается независимым школьным округом Меридиан.

## Отдых и развлечения
Каждый июль в городе проводится фестиваль искусств Bosque Valley Arts and Crafts, а в октябре проводятся ярмарка, уличные танцы, соревнования по приготовлению барбекю «Top of the Hill Country».